# Abedalá ibne Cordadebe
Abedalá ibne Cordadebe (Abdallah ibn Khordadbeh) foi um general e governador do Califado Abássida.

## Vida
Abedalá foi um persa e filho de Cordadebe, um zoroastrista do Coração convertido ao islamismo. Cerca de 815, Abedalá serviu como governador do Tabaristão e conquistou as regiões montanhosas do país do governante bavândida Xarvim I. Durante o mesmo ano, fez campanha em Dailão, onde conquistou duas cidades e capturou seu governante Abu Laila. Em 817, auxiliou Maziar, um príncipe iraniano, a escapar do Tabaristão e alcançar a corte do califa abássida Almamune. Abedalá também era um amigo do músico persa Ixaque Almaucili.
Não há muito mais informação sobre a vida de Abedalá; ele teve um filho chamado Abu Alcacim Ubaide Alá, melhor conhecido como ibne Cordadebe, que nasceu em 820 no Coração e foi mais tarde criado em Bagdá, onde Abedalá provavelmente residia. Ele desaparece depois disso das fontes, e mais tarde morreu numa data desconhecida no final do século IX.